# Weddeler Graben
Der Weddeler Graben ist ein über 7 km langer Zufluss der Wabe, der die Naturschutzgebiete Weddeler Teich und Riddagshausen durchfließt. Seine Niederung zwischen Weddel und der Buchhorst bildet einen wichtigen Bestandteil des Riddagshäuser Naturschutzgebiets, wo er und sein Nebengewässer, der Schapener Graben, in eine Feuchtwiese eingestaut werden. Beide Gewässer passieren die Riddagshäuser Teiche, in deren Be- und Entwässerungssystem sie integriert sind. Der Weddeler Graben mündet in der Ortslage von Riddagshausen von rechts in die Wabe.

## Geographie
Der Ursprung des Grabens liegt im Waldgebiet Weddeler Wohld westlich von Schandelah. Am südlichen Rand des Waldgebiets erstreckt sich sein regelmäßig trockenfallendes Bett in westlicher Richtung, biegt an der Landesstraße 635 zwischen Cremlingen und Hordorf nach Norden ab und wendet sich nach Nordwesten. Nach weiteren 500 Metern erreicht er das Naturschutzgebiet Weddeler Teich, in dem er sich aufteilt: Ein Arm begrenzt das Gebiet im Süden, während ein anderer den Teich durchströmt und sich am Westrand des Teichs nach einem Durchlass durch den Abschlussdamm wieder vereint. Der Graben passiert Weddel südlich, wird von der Kreisstraße 141 und der Bahnstrecke Braunschweig–Magdeburg überquert und fließt bis zur Mündung überwiegend in westliche Richtung.
Südwestlich von Weddel tritt er in das Naturschutzgebiet Riddagshausen und das Stadtgebiet Braunschweigs ein. In der nach ihm benannten Grabenniederung fließt der Schapener Graben nördlich des Weddeler Grabens überwiegend parallel nach Westen. Dieser wird von Gräben aus Richtung Schapen gespeist. Im Zuge von Renaturierungsmaßnahmen ist vom Weddeler Graben ein Abzweig zum Schapener Graben angelegt worden, in dem zahlreiche teichartige Aufweitungen vorhanden sind. Der Schapener Graben führt dadurch in der Regel mehr Wasser als das Hauptgewässer, das entlang der Buchhorst teilweise trockenfällt. Nahe der früheren Bahnstrecke nach Schöningen ist durch Aufschüttung eine Aussichtsfläche geschaffen worden, von der aus Flora und Fauna in der Niederung beobachtet werden können. Der angrenzende Wald wird durch aufgestautes Wasser feucht gehalten. Im Wald- und Wiesenbereich wird extensive Viehhaltung betrieben.
Westlich des früheren Bahndamms werden beide Gewässer durch zwei Fuß- und Radwege gekreuzt und sind für Spaziergänger näher einsehbar, der Schapener Graben verläuft längs des Dr.-Wilke-Wegs. Er erhält einen Zufluss aus dem Gebiet des Schapenbruchteichs (Schapenerteichgraben) und ist streckenweise in seiner Struktur naturnah gestaltet. Der Weddeler Graben verläuft südlich davon am Waldrand der Buchhorst und schließt mit dem Schapener Graben ein Wiesenstück ein.
Nach mehreren hundert Metern mündet der Schapener Graben vor einem Holzwehr in den Weddeler Graben, beide gesäumt von Bäumen und zahlreichem Uferbewuchs. Der Weddeler Graben verläuft weiter sehr geradlinig, seine Abzweige speisen den Hopfenteich und den Kreuzteich. Der Abfluss des Kreuzteichs Richtung Wabe wird in amtlichen Werken als Weddeler Graben bezeichnet und dem Wasserkörper zugeordnet. Vor dem Zufluss zu den Teichen wendet sich der Grabenverlauf etwas nach Süden und passiert das Haus Entenfang, dessen Zuwegung vom Nehrkornweg aus über einen Steg führt. Weiter verläuft er östlich des Neuen Bleeksteich, wo er in einem Bauwerk unter der Oberfläche verschwindet. Von dort aus unterquert er die Ebertallee und wird unter dem Fußweg auf deren Südseite verrohrt bis zur Brücke über die Wabe geführt, wo er in diese mündet.

## Gewässerqualität
Für die Gewässerunterhaltung sind der Unterhaltungsverband Schunter und die Stadt Braunschweig zuständig, letztere für den etwa 3,6 km langen Abschnitt im Stadtgebiet. Die für diesen Bereich zuständige Stadtentwässerung Braunschweig GmbH hat über mehrere Jahre das Institut für Geoökologie an der TU Braunschweig mit der Bewertung der Gewässerstrukturgüte und der Biologischen Qualität beauftragt. Der Jahresbericht 2015 kommt hinsichtlich der Strukturgüte zu durchaus positiven Ergebnissen für den Weddeler und den Schapener Graben. Dies bezieht sich vorwiegend auf das renaturierte Gebiet der Grabenniederung innerhalb des Naturschutzgebiets, wo abschnittsweise naturnahe Verläufe kartiert wurden. Dies betrifft die Morphologie und die Ufergestaltung einschließlich Totholzvorkommen und Bewuchs. Insgesamt überwiegen die Abschnitte mit mäßigen und wesentlichen Beeinträchtigungen. Der untere verrohrte Abschnitt im Riddagshäuser Ortsbereich wird erwartungsgemäß als naturfremd eingestuft.

## Bildergalerie

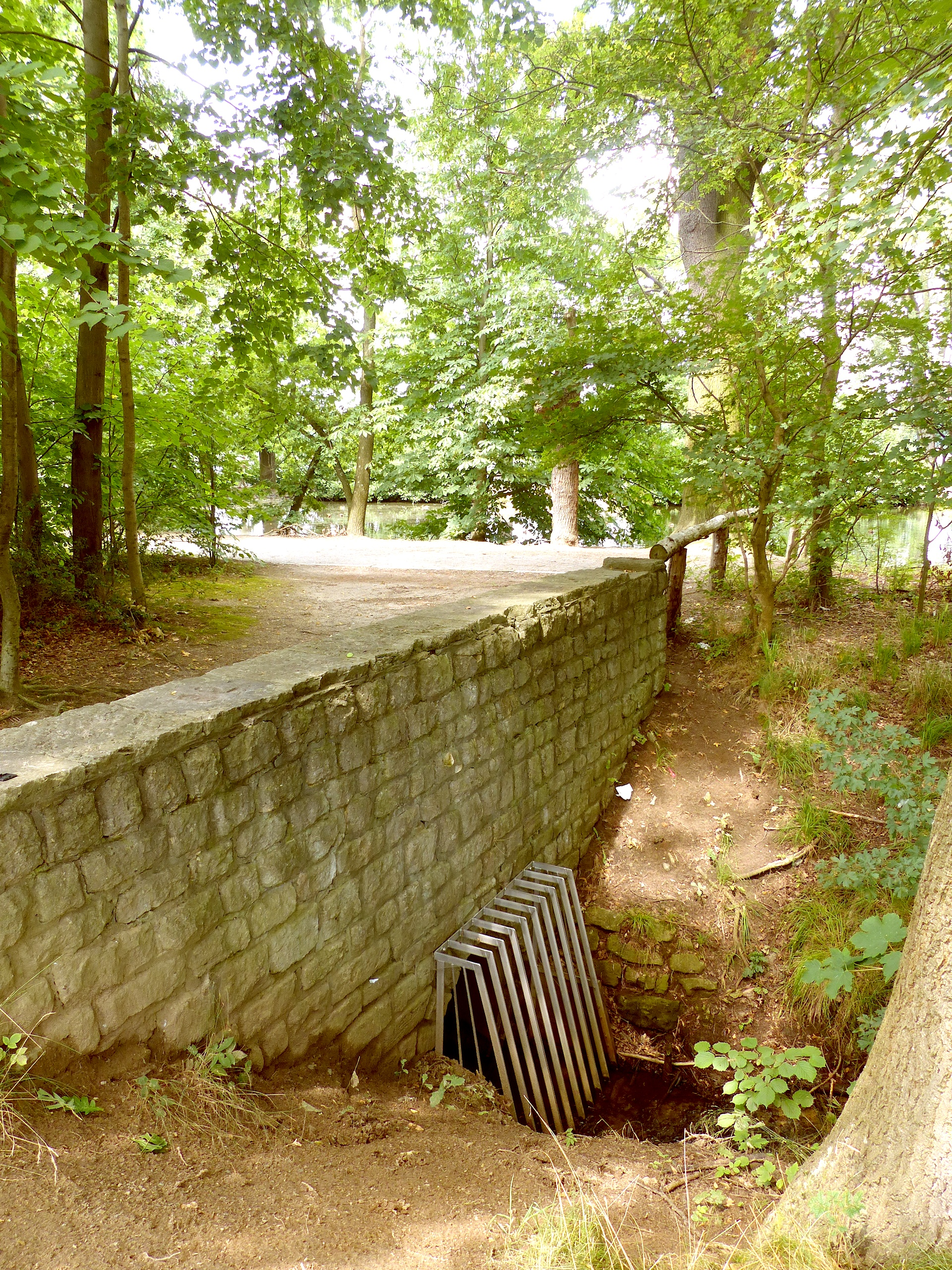
Abfluss des Weddeler Grabens in den Untergrund beim Neuen Bleeksteich, 2016

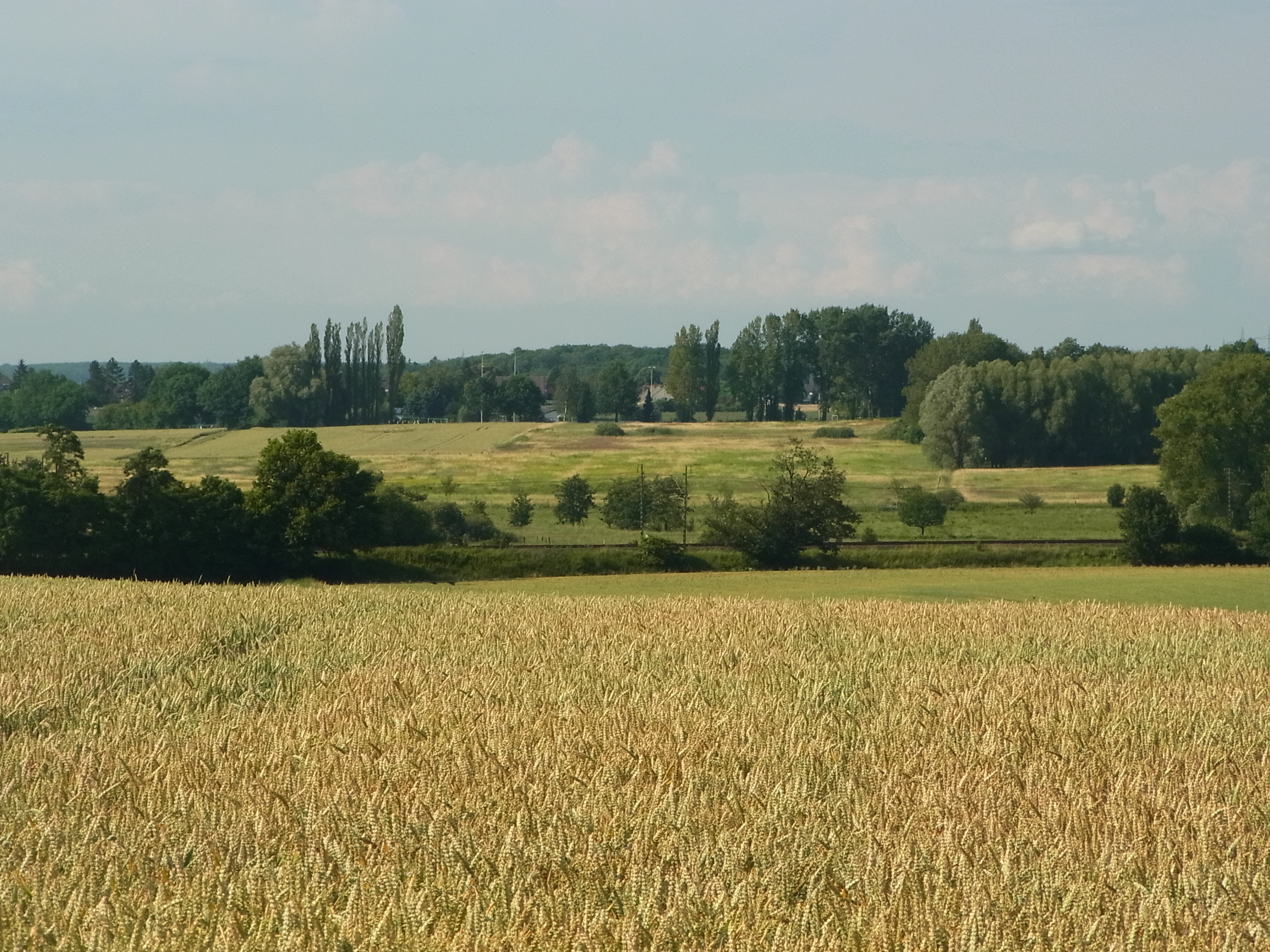
Blick von Süden über die Grabenniederung westlich von Weddel
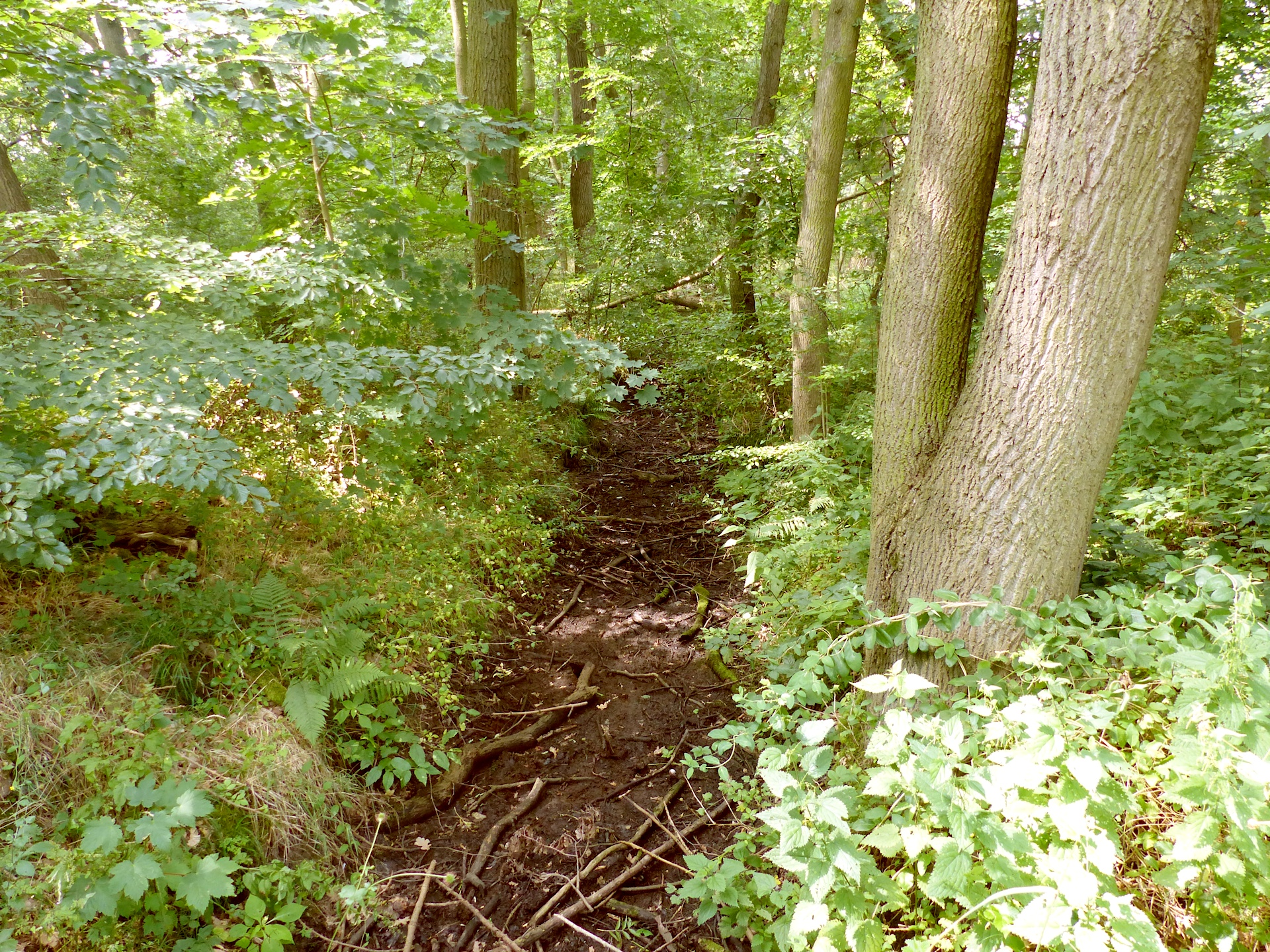
Weddeler Graben am Rande der Buchhorst, Sommer 2016
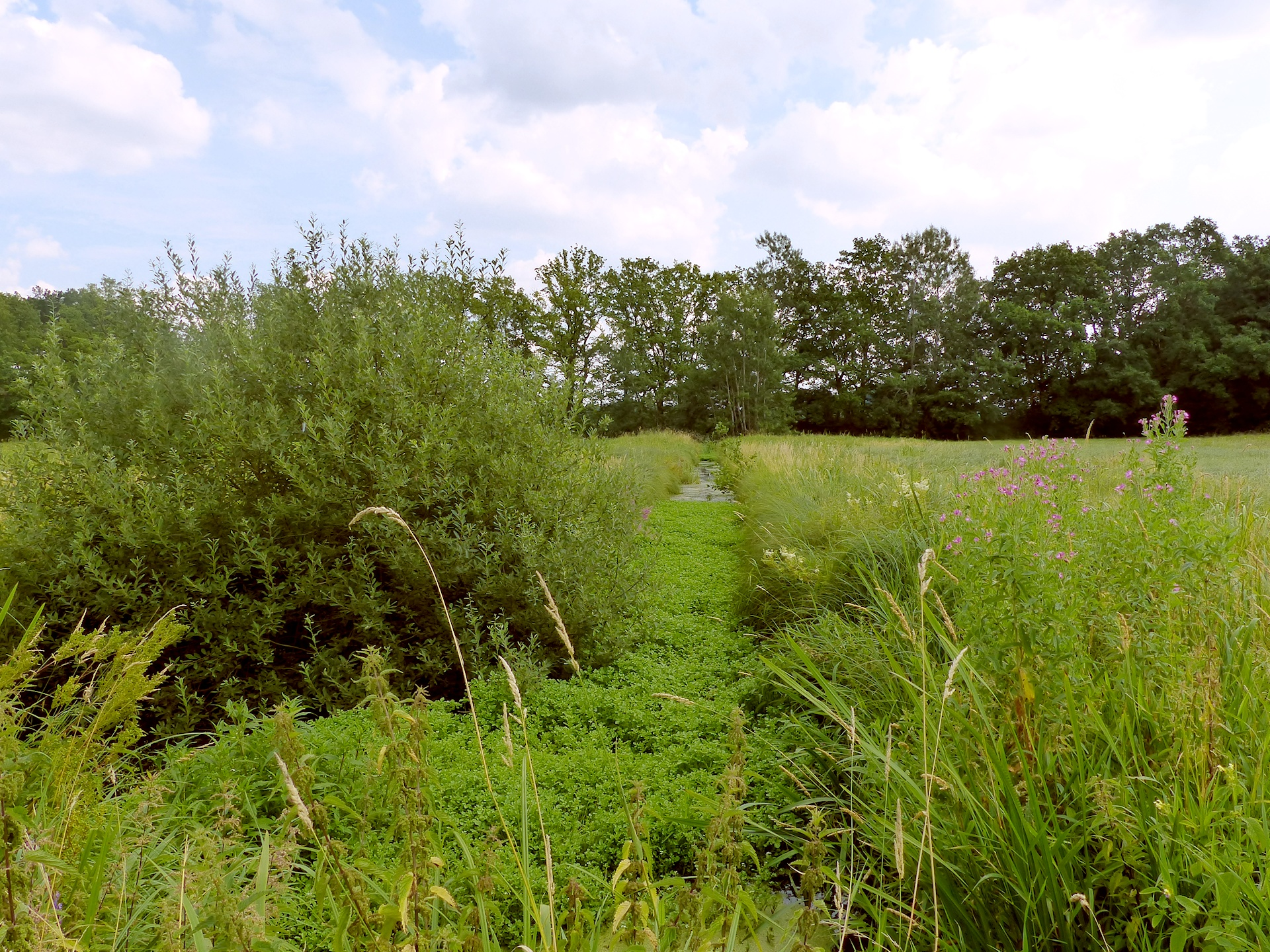
Schapener Graben, Blick stromaufwärts zum ehemaligen Bahndamm, 2016
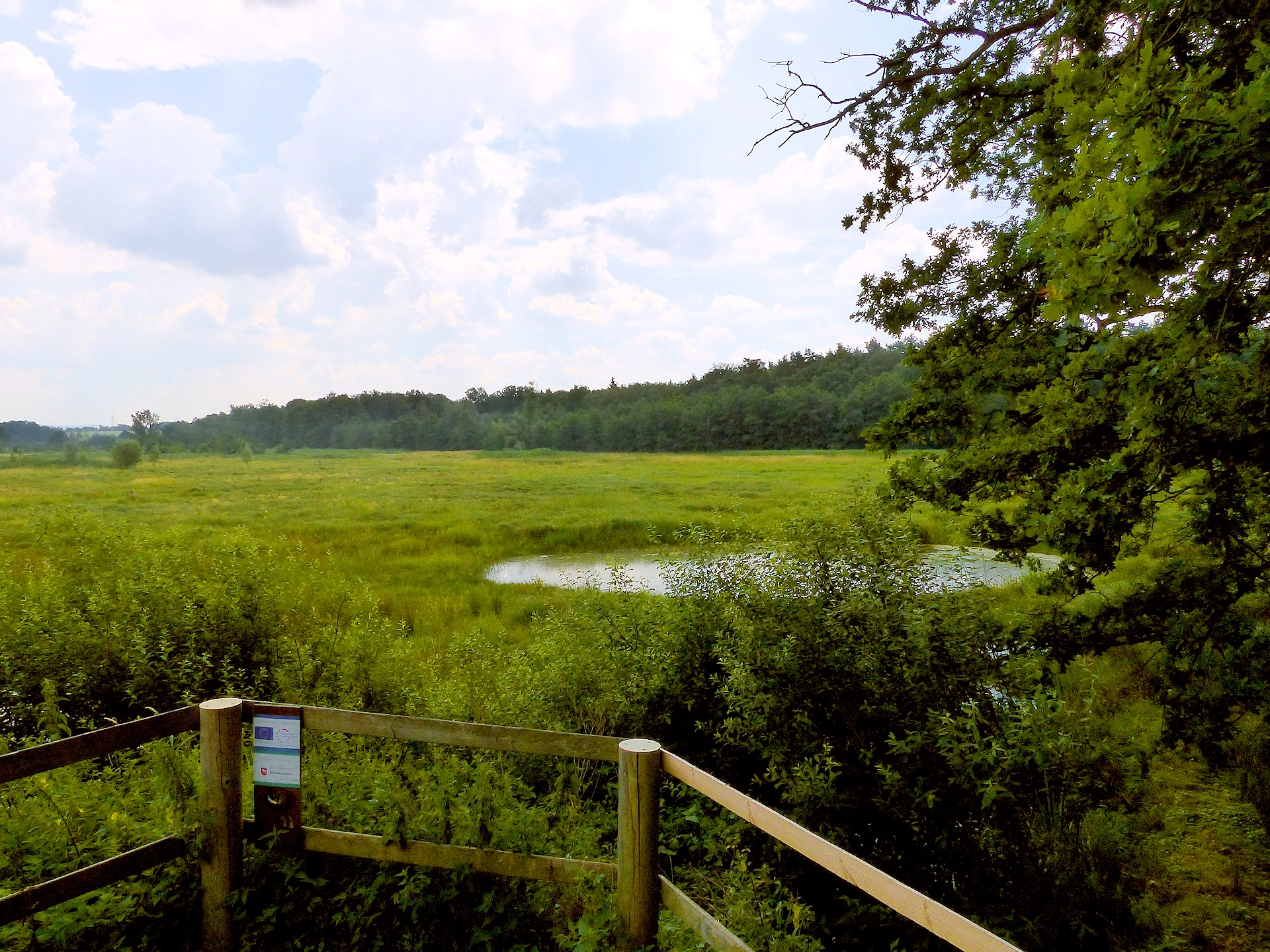
Aussichtsplattform am Rand der Grabenniederung, 2016
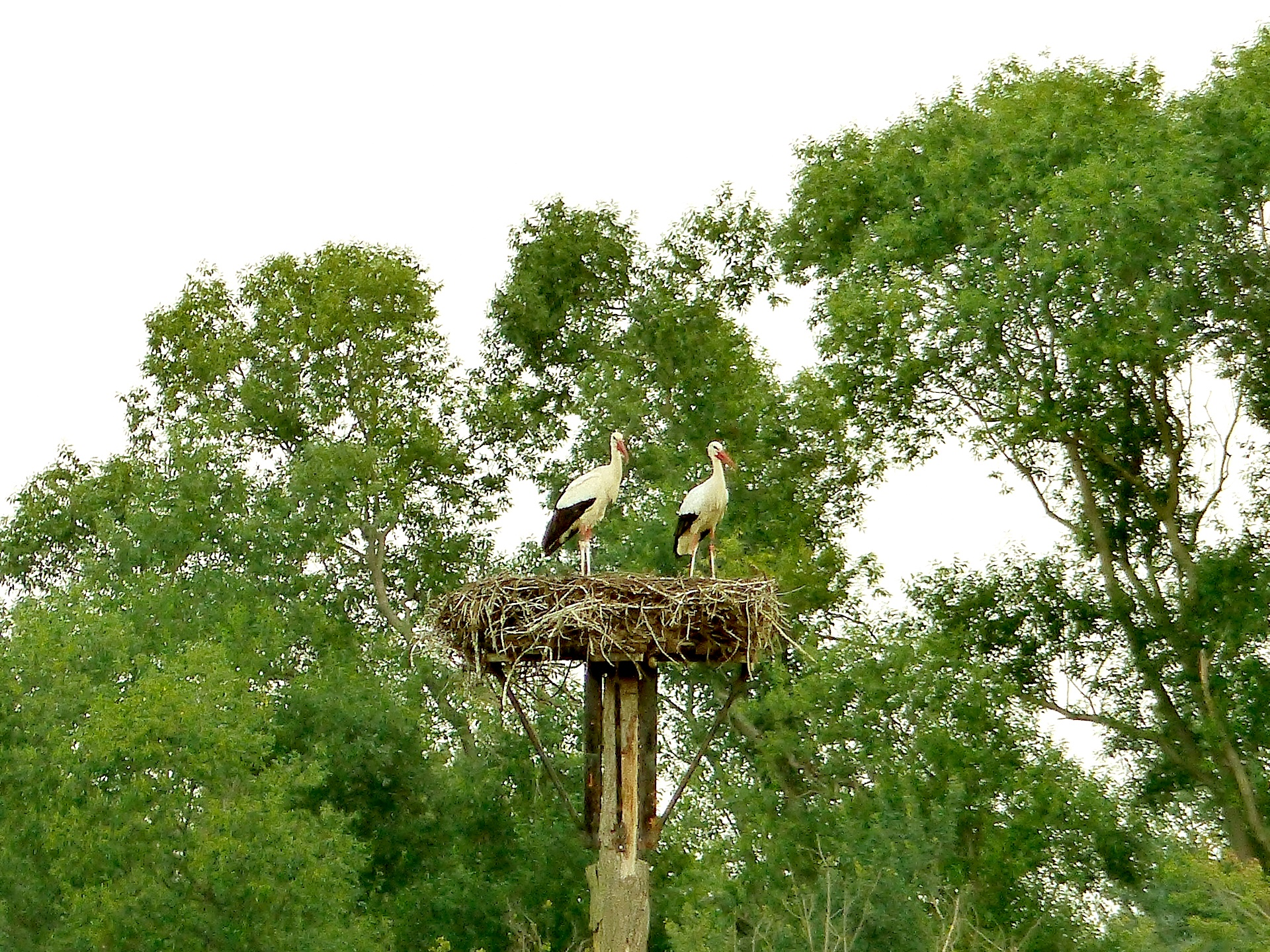
Storchenpaar in der Aue, 2016